# Dusičnany alkalických kovů

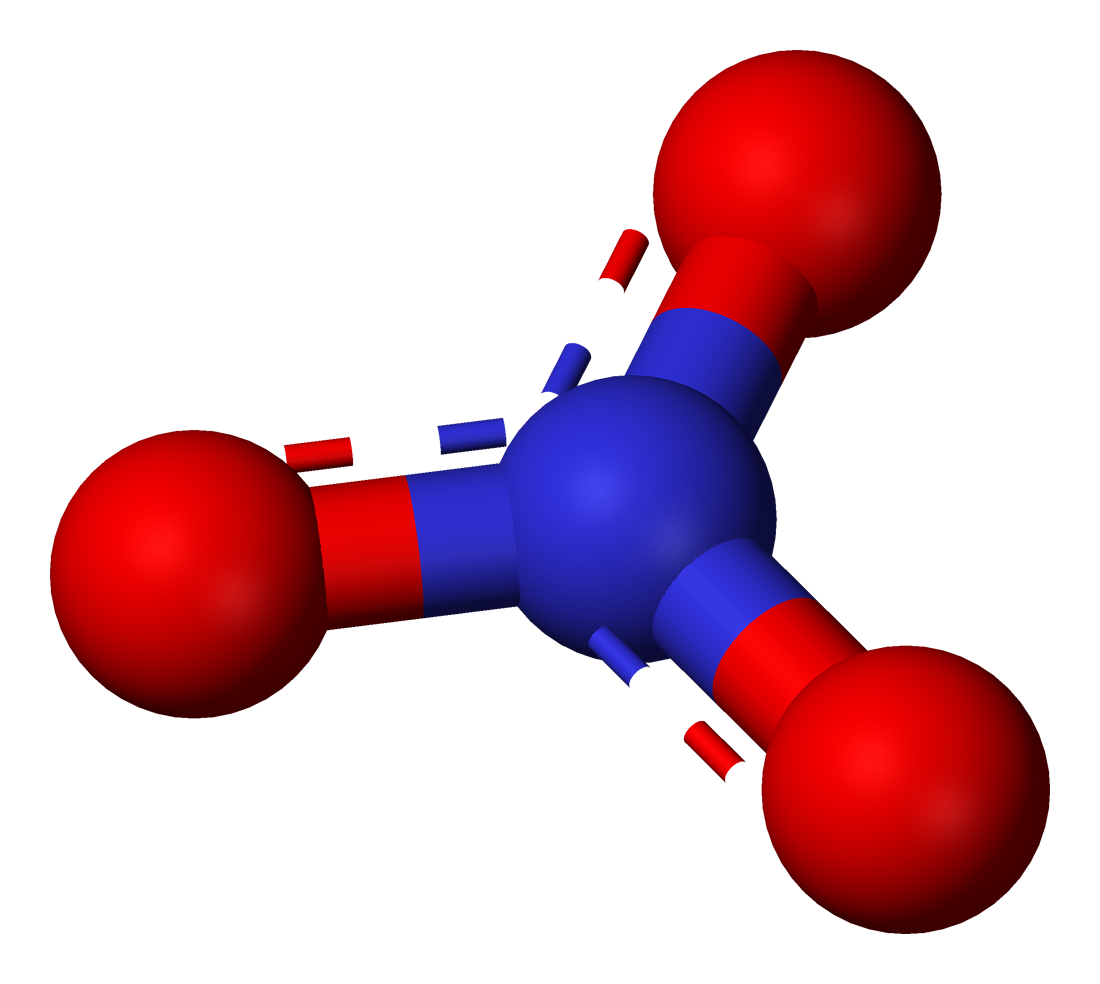
Kuličkový model dusičnanového iontu

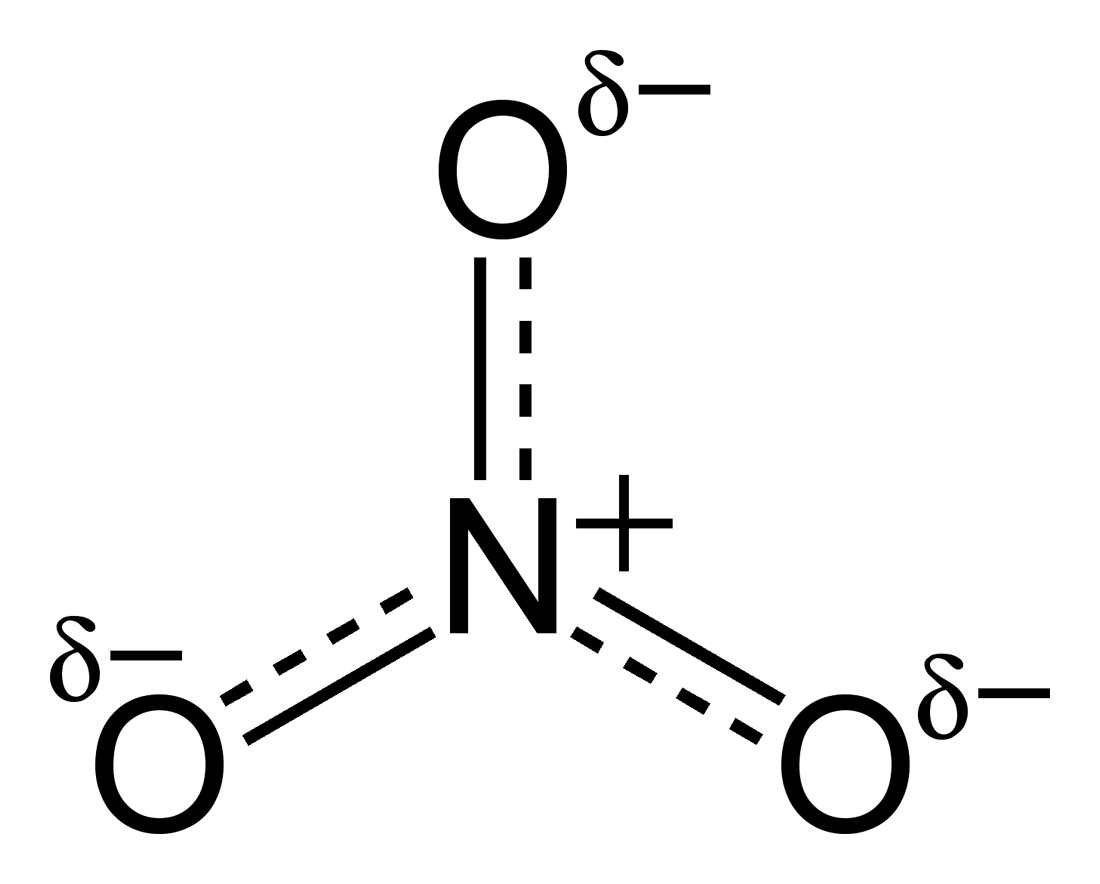
Dusičnanový iont se znázorněnými částečnými náboji

Dusičnany alkalických kovů jsou anorganické chemické sloučeniny obsahující alkalický kov (lithium, sodík, draslík, rubidium a cesium) a dusičnanový iont. Pouze dva z nich mají komerční význam, dusičnan sodný a draselný. Jsou to bílé, ve vodě rozpustné soli s relativně podobnými body tání.
| Systematický název | Chemický vzorec | Molární hmotnost | Teplota tání           | Struktura | Obrázek |
| ------------------ | --------------- | ---------------- | ---------------------- | --------- | ------- |
| Dusičnan lithný    | LiNO3           | 68,946 g/mol     | 255 °C (491 °F; 528 K) |           |         |
| Dusičnan sodný     | NaNO3           | 84,9947 g/mol    | 308 °C (586 °F; 581 K) |           |         |
| Dusičnan draselný  | KNO3            | 101,1032 g/mol   | 334 °C (633 °F; 607 K) |           |         |
| Dusičnan rubidný   | RbNO3           | 147,473 g/mol    | 310 °C (590 °F; 583 K) |           |         |
| Dusičnan cesný     | CsNO3           | 194,91 g/mol     | 414 °C (777 °F; 687 K) |           |         |

## Využití
Hlavní použití dusičnanů alkalických kovů je v hnojivech, kde se využívají zejména dusičnan sodný a draselný. Rovněž se běžně používají ve výbušninách a pyrotechnice; jsou to silná oxidační činidla. Využívají se pro barvení plamene v ohňostrojích: dusičnan cesný produkuje indigovou barvu, dusičnan draselný a dusičnan rubidný produkují fialové barvy, dusičnan lithný vytváří červenou barvu a dusičnan sodný produkuje žlutou barvu.